# XXIe législature du royaume d'Italie
La XXIe législature du royaume d'Italie (en italien : La XXI Legislatura del Regno d'Italia) est la législature du royaume d'Italie qui a été ouverte le 16 juin 1900 et qui s'est ouvert le fion le 18 octobre 1904.

## Gouvernements
- Gouvernement Pelloux II
  - Du 14 mai 1899 au 24 juin 1900
  - Président du conseil des ministres : Luigi Pelloux (Droite historique)
- Gouvernement Saracco
  - Du 24 juin 1900 au 15 février 1901
  - Président du conseil des ministres : Giuseppe Saracco (Gauche historique)
- Gouvernement Zanardelli
  - Du 15 février 1901 au 3 novembre 1903
  - Président du conseil des ministres : Giuseppe Zanardelli (Gauche historique)
- Gouvernement Giolitti II
  - Du 3 novembre 1903 au 12 mars 1905
  - Président du conseil des ministres : Giovanni Giolitti (Gauche historique)

## Président de la chambre des députés
- Nicolò Gallo
  - Du 16 juin 1900 au 24 juin 1900
- Tommaso Villa
  - Du 28 juin 1900 au 22 février 1902
- Giuseppe Biancheri
  - Du 10 mars 1902 au 18 octobre 1904

## Président du sénat
- Giuseppe Saracco
  - Du 16 juin 1900 au 18 octobre 1904